# Sindaci di Lisbona
Questa è una lista dei sindaci di Lisbona (in portoghese: Presidente da Câmara Municipal de Lisboa, CML, letteralmente: "Presidente della Camera municipale di Lisbona", anche in portoghese: Presidente do Município de Lisboa, letteralmente: "Presidente del comune di Lisbona"), la capitale del Portogallo, e anche la più popolata.

## Sindaci di Lisbona
| Nr. | Immagine | Presidente (Nascita–Morte)         | Mandato           | Mandato           | Partito                                 | Note |
| --- | -------- | ---------------------------------- | ----------------- | ----------------- | --------------------------------------- | --- |
| 2   |          | Luís Moura (1801–1865)             | 1840              | 1840              |                                         | |
| 3   |          | Joaquim Bonifácio (1801–1865)      | 1840              | 1840              |                                         | |
| 4   |          | José Gomes (1800–1882)             | 1840              | 1842              |                                         | |
| 5   |          | Joaquim Bandeira (1XXX–1XXX)       | 1843              | 1845              |                                         | |
| 6   |          | Luís Cabral (1763–1XXX)            | 1846              | 1846              |                                         | |
| 6   |          | Luís Cabral (1763–1XXX)            | 1846              | 1846              |                                         | |
| 7   |          | Augusto Silva (1XXX–1XXX)          | 1847              | 1847              |                                         | |
| 8   |          | Gonçalo Carvalho (1XXX–1XXX)       | novembre 1847     | 2 gennaio 1849    |                                         | |
| 9   |          | Nuno Bastos (1XXX–1XXX)            | 1850              | 1852              |                                         | |
| 10  |          | Alberto Carvalho (1XXX–1XXX)       | 1852              | 1853              |                                         | |
| 11  |          | Manuel Monteiro (1818–1890)        | 1854              | 1858              |                                         | |
| 12  |          | Júlio Pimentel (1809–1884)         | 1858              | 1859              |                                         | |
| 13  |          | João Sousa (1811–1872)             | 1859              | 1860              |                                         | |
| 14  |          | António Carvalho (1818–1864)       | 1860              | 4 agosto 1864     |                                         | Morto in carica. |
| 15  |          | Manuel Almeida (1803–1873)         | 1864              | 2 gennaio 1866    |                                         | |
| 16  |          | António Silva (1806–1894)          | 2 gennaio 1866    | 5 marzo 1868      |                                         | |
| 17  |          | Luís Lorena (1828–1894)            | 5 marzo 1868      | 2 gennaio 1870    | Progressista                            | |
| 18  |          | António Sousa (1836–1892)          | 2 gennaio 1870    | 1871              |                                         | |
| 19  |          | Francisco Mendonça (18XX–1882)     | 1872              | 1875              |                                         | |
| 20  |          | Luís Albuquerque (1819–1906)       | 1876              | 1877              |                                         | |
| 21  |          | António Sousa (1836–1892)          | 23 giugno 1877    | 1º agosto 1877    |                                         | |
| 22  |          | Luís Lorena (1828–1894)            | 1º agosto 1877    | 2 gennaio 1878    | Progressista                            | |
| 23  |          | José Garcia (1830–1891)            | 2 gennaio 1878    | 18 agosto 1878    | Riformista Repubblicano                 | |
| 24  |          | José Araújo (1840–1893)            | 18 agosto 1878    | 2 gennaio 1886    |                                         | |
| 25  |          | Fernando Cabral (1850–1897)        | 2 gennaio 1886    | 10 marzo 1890     | Rigeneratore Progressista               | |
| 26  |          | Simões Margiochi (1848–1904)       | 11 marzo 1890     | 4 novembre 1890   | Rigeneratore                            | |
| 27  |          | Pedro Sarmento (1829–1903)         | 4 novembre 1890   | 8 agosto 1891     |                                         | |
| 28  |          | Manuel Ottolini (1840–1898)        | 10 agosto 1891    | 2 gennaio 1894    |                                         | |
| 29  |          | Pedro Franco (1833–1902)           | 2 gennaio 1894    | 15 febbraio 1897  | Progressista                            | |
| 30  |          | Zófimo Pedroso (1851–1910)         | 15 febbraio 1897  | 1º gennaio 1899   | Repubblicano                            | |
| 31  |          | Pedro Franco (1833–1902)           | 1º gennaio 1899   | 11 settembre 1901 | Progressista                            | |
| 32  |          | António de Ávila (1842–1917)       | 11 settembre 1901 | 1902              |                                         | |
| 33  |          | António Castelo Branco (1842–1916) | 1904              | 1907              |                                         | |
| 34  |          | Teodoro Basto (1839–1920)          | 3 gennaio 1907    | 6 giugno 1907     |                                         | |
| 35  |          | José Sousa (1858–1925)             | 8 giugno 1907     | 17 febbraio 1908  | Rigeneratore                            | |
| 36  |          | António Castelo Branco (1842–1916) | 1908              | 1908              |                                         | |
| 37  |          | Anselmo Freire (1849–1921)         | 27 ottobre 1910   | 1º febbraio 1913  |                                         | È stato vicesindaco dal 1908 al 1910. |
| 38  |          | António Barreto (1853–1939)        | 6 febbraio 1913   | 2 gennaio 1914    |                                         | |
| 39  |          | João Menezes (1854–1942)           | 2 gennaio 1914    | 18 aprile 1914    |                                         | |
| 40  |          | Eduardo Basto (1875–1942)          | 18 aprile 1914    | 12 dicembre 1914  |                                         | |
| 41  |          | Henrique Vilhena (1879–1958)       | 2 gennaio 1915    | 1º novembre 1915  |                                         | |
| 42  |          | João Gomes (1868–1929)             | 1º novembre 1915  | 2 gennaio 1918    |                                         | |
| 43  |          | Alfredo Gaspar (1865–1938)         | 2 gennaio 1918    | 14 gennaio 1918   |                                         | |
| 44  |          | José Maia (1878–1921)              | 14 gennaio 1918   | 9 marzo 1918      |                                         | Si è dimesso dopo la nomina a Ministero degli affari marittimi. |
| 45  |          | Zeferino Pacheco (1856–1924)       | 15 marzo 1918     | 27 giugno 1918    |                                         | |
| 46  |          | José Castro (1870–1954)            | giugno 1918       | febbraio 1919     |                                         | |
| 47  |          | Alberto Vidal (1871–1967)          | 7 marzo 1919      | 16 giugno 1919    |                                         | |
| 48  |          | Alfredo Gaspar (1865–1938)         | 16 giugno 1919    | 2 gennaio 1920    |                                         | |
| 49  |          | Agostinho Estrela (1867–1952)      | 2 gennaio 1920    | 3 aprile 1923     |                                         | |
| 50  |          | Albano Durão (1871–1925)           | 5 aprile 1923     | 13 novembre 1925  | Republicano                             | |
| 51  |          | Sebastião Santos (1881–1939)       | 23 novembre 1925  | 31 dicembre 1925  |                                         | È stato vicesindaco dal 1924 al 1925. |
| 52  |          | João Menezes (1854–1942)           | 2 gennaio 1926    | 2 luglio 1926     |                                         | |
| 53  |          | José Freitas (1869–1952)           | 2 luglio 1926     | 31 dicembre 1934  |                                         | Nominato dal Governo della Ditadura Nacional. |
| 54  |          | Eugénio Ferreira (1867–1947)       | 26 agosto 1927    | 15 agosto 1929    |                                         | Nominato dal Governo dell'Estado Novo. |
| 55  |          | Adriano Macedo (1870–1933)         | 17 febbraio 1932  | 19 maggio 1932    |                                         | Nominato dal Governo dell'Estado Novo. |
| 56  |          | Henrique Lima (1876–1953)          | 18 febbraio 1934  | 31 dicembre 1934  |                                         | |
| 57  |          | Daniel Sousa (1867–1958)           | 31 dicembre 1934  | 31 dicembre 1937  |                                         | |
| 58  |          | Duarte Pacheco (1900–1943)         | 3 gennaio 1938    | 16 novembre 1943  |                                         | |
| 59  |          | Eduardo Carvalho (1891–1970)       | 25 marzo 1938     | 4 marzo 1944      |                                         | |
| 60  |          | Álvaro Barreto (1890–1975)         | 6 marzo 1944      | 28 marzo 1959     |                                         | |
| 61  |          | António Borges (1901–1986)         | 30 marzo 1959     | 28 febbraio 1970  |                                         | |
| 62  |          | Fernando Castro (1922–1983)        | 11 marzo 1970     | 20 ottobre 1972   |                                         | Dimessosi dopo la nomina a Governatore dell'Angola. |
| 63  |          | António Sebastião (1919–2005)      | 27 ottobre 1972   | 7 maggio 1974     |                                         | |
| 64  |          | João Conceição (1927–)             | 7 maggio 1974     | 2 settembre 1974  |                                         | |
| 65  |          | Joaquim Rodrigues (1925–2004)      | 2 settembre 1974  | 19 novembre 1975  |                                         | |
| 66  |          | Lino Ferreira (1936–)              | 18 dicembre 1975  | 30 dicembre 1976  |                                         | |
| 67  |          | Aquilino Machado (1930–2012)       | 4 gennaio 1977    | 8 gennaio 1980    | Socialista                              | Primo sindaco di Lisbona democraticamente eletto dopo la Rivoluzione dei garofani. |
| 68  |          | Nuno Krus Abecasis (1929–1999)     | 8 gennaio 1980    | 22 gennaio 1990   | Alleanza Democratica Social Democratico | È stato rieletto nel 1982 come membro dell'Alleanza Democratica, ma dopo che il partito è stato sciolto nel 1983, Abecasis è diventato un membro del PSD ed è stato rieletto nel 1985. |
| 69  |          | Jorge Sampaio (1939–)              | 22 gennaio 1990   | 15 novembre 1995  | Socialista                              | Rieletto nel 1993. Si è dimesso dopo essere stato eletto Presidente della Republica. |
| 70  |          | João Soares (1949–)                | 15 novembre 1995  | 23 gennaio 2002   | Socialista                              | Rieletto nel 1997. |
| 71  |          | Pedro Santana Lopes (1956–)        | 23 gennaio 2002   | 17 luglio 2004    | Social Democratico                      | Si è dimesso per diventare Primo ministro, a seguito delle dimissioni di José Durão Barroso diventato presidente della Commissione europea. |
| 72  |          | Carmona Rodrigues (1956–)          | 17 luglio 2004    | 14 marzo 2005     | Social Democratico                      | Ex vicesindaco, ha sostituito Santana Lopes quando è diventato primo ministro. Poi è diventato di nuovo vicesindaco poiché il PSD ha perso le elezioni legislative e Santana non è riuscito a rimanere in carica come Primo ministro. |
| 73  |          | Pedro Santana Lopes (1956–)        | 14 marzo 2005     | 28 ottobre 2005   | Social Democratico                      | Ritornato dopo aver perso le elezioni legislative. Non si è ripresentato (2005). |
| 74  |          | Carmona Rodrigues (1956–)          | 28 ottobre 2005   | 17 maggio 2007    | Social Democratico                      | Ha sostituito Pedro Santana Lopes come candidato del PSD e ha vinto le elezioni locali del 2005. Rimosso dall'incarico a seguito di un'indagine in corso sulle accuse di corruzione che circondano se stesso e il suo gabinetto. Ha contestato le elezioni di medio termine del 15 luglio 2007 senza il sostegno di alcun partito, ma ha perso. |
| 75  |          | Marina Ferreira (1959–)            | 18 maggio 2007    | 31 luglio 2007    | Social Democratico                      | Nominato sindaco a seguito dell'uscita di Carmona Rodrigues. |
| 76  |          | António Costa (1961–)              | 1º agosto 2007    | 6 aprile 2015     | Socialista                              | Eletto nelle elezioni di medio termine, per i restanti 2 anni. Rieletto due volte (nel 2009 e nel 2013). Si è dimesso nel 2015, a seguito della sua elezione a segretario generale del Partito Socialista, per concentrarsi sulla campagna per le elezioni legislative. Successivamente divenne Primo ministro.                                 |
| 77  |          | Fernando Medina (1973–)            | 6 aprile 2015     | 18 ottobre 2021   | Socialista                              | Ex vicesindaco (2013–15), ha sostituito António Costa. Rieletto nel 2017, sconfitto da Carlos Moedas nelle elezioni del 2021. Successivamente è diventato ministro delle finanze. |
| 78  |          | Carlos Moedas (1970–)              | 18 ottobre 2021   | in carica         | Social Democratico                      | Eletto nel 2021, sconfiggendo il sindaco uscente Fernando Medina. |